# 提濟恩拜爾拜爾

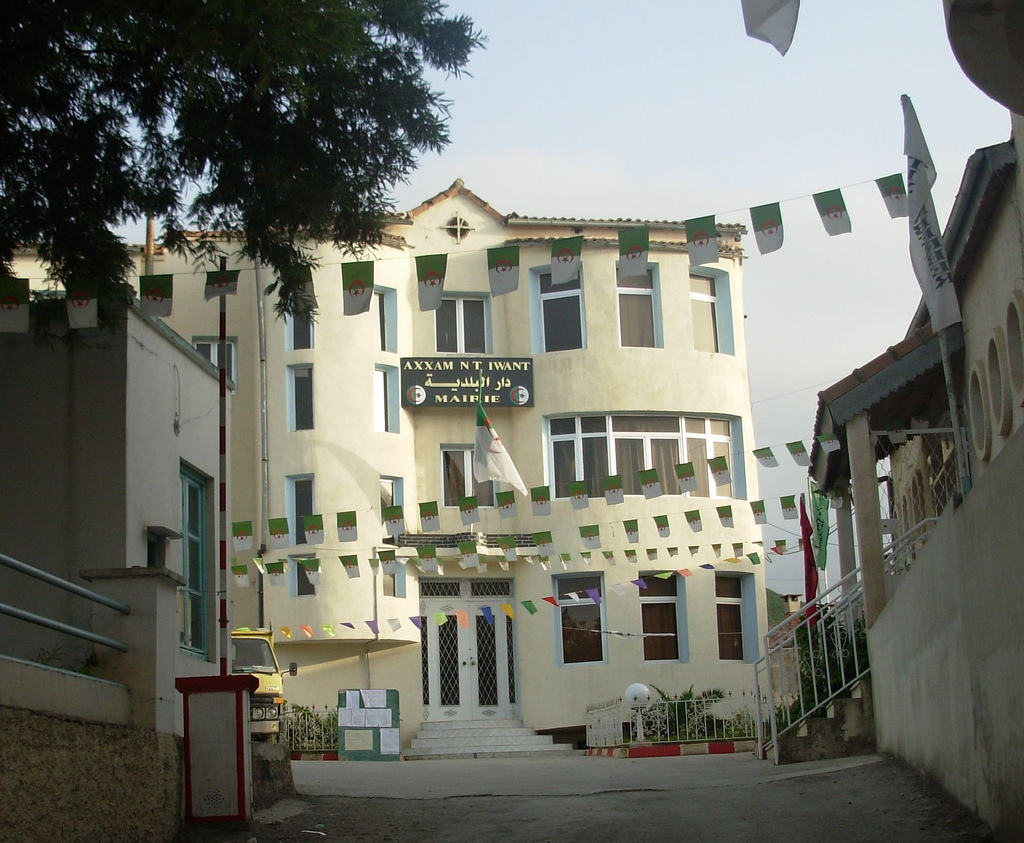

36°45′N 5°04′E / 36.750°N 5.067°E
提濟恩拜爾拜爾（阿拉伯语：‎），是阿爾及利亞的城鎮，位於該國北部貝賈亞省，由奧卡斯區負責管轄，面積53平方公里，2008年人口12,624，人口密度每平方公里239人。